# Brachaluteres
Brachaluteres is een geslacht van straalvinnige vissen uit de familie van vijlvissen (Monacanthidae).

## Soorten
- Brachaluteres jacksonianus (Quoy & Gaimard, 1824)
- Brachaluteres taylori Woods, 1966
- Brachaluteres ulvarum Jordan & Fowler, 1902